# Tajuria ellisi
Tajuria ellisi är en fjärilsart som beskrevs av Evans 1925. Tajuria ellisi ingår i släktet Tajuria och familjen juvelvingar. Inga underarter finns listade i Catalogue of Life.